# Середньої тяжкості тілесне ушкодження
Середньої тяжкості тілесне ушкодження — тілесне ушкодження, яке не є небезпечним для життя, не містить в собі ознак тяжкого тілесного ушкодження, але таке, що спричинило тривалий розлад здоров'я або значну стійку втрату працездатності менш як на одну третину.

## Юридична характеристика
Тривалий розлад здоров'я полягає в порушенні функцій органу, а саме: послабленні функцій руки, ноги, органів слуху, язика (мовлення), зору тощо. Крім того, до тривалого розладу здоров’я можуть бути віднесені випадки повної, проте тимчасової  втрати органом його функцій, а також випадки заподіяння шкоди здоров'ю, не пов’язаної з порушенням функцій будь-якого органа, але такої, що викликала втрату працездатності (наприклад, інфекційне захворювання). 
Тривалим належить вважати розлад здоров'я строком понад 3 тижні (більш як 21 день). Під стійкою втратою працездатності менш як на одну третину належить розуміти втрату загальної працездатності від 10% до 33%.
Об'єктом є здоров'я особи, а об'єктивною стороною є діяння (дія або бездіяльність), наслідки у вигляді тілесних ушкоджень середньої тяжкості та причинний зв'язок між цими діями та наслідками.
Суб'єкт — фізична, осудна особа, яка досягла 14-річного віку, суб'єктивна сторона злочину характеризується прямим або непрямим умислом.

## Відповідальність
Умисне середньої тяжкості тілесне ушкодження згідно ч.1 ст. 122 Кримінального кодексу України, карається виправними роботами на строк до двох років або обмеженням волі на строк до трьох років, або позбавленням волі на строк до трьох років.
Якщо метою даного злочину було залякування потерпілого або його родичів чи примусу до певних дій або з мотивів расової, національної чи релігійної нетерпимості, караються позбавленням волі від трьох до п'яти років.
Не передбачено Кримінальним кодексом відповідальність за заподіяння умисного середньої тяжкості тілесного ушкодження, у стані сильного душевного хвилювання, викликаного неправомірною поведінкою потерпілого, або в разі перевищення меж  необхідної оборони чи перевищення заходів, необхідних для затримання злочинця.
У випадках, коли особа, яка позбавила потерпілого життя чи заподіяла йому тяжке або середньої тяжкості тілесне ушкодження, передбачала можливість настання шкідливих наслідків своїх дій чи бездіяльності, але легковажно  розраховувала на їх відвернення (злочинна самовпевненість), або ж не передбачала можливості настання таких наслідків, хоча повинна була й могла їх передбачити (злочинна недбалість), її дії слід розглядати як убивство через необережність чи заподіяння необережного тяжкого або середньої тяжкості тілесною ушкодження і кваліфікувати відповідно за ст. 119 чи ст. 128 Кримінального кодексу.
Необережне тяжке або середньої тяжкості тілесне ушкодження, карається громадськими роботами на строк від ста п'ятдесяти до двохсот сорока годин або виправними роботами на строк до двох років, або обмеженням волі на строк до двох років або позбавленням волі на той самий строк.